# Grondzeiler

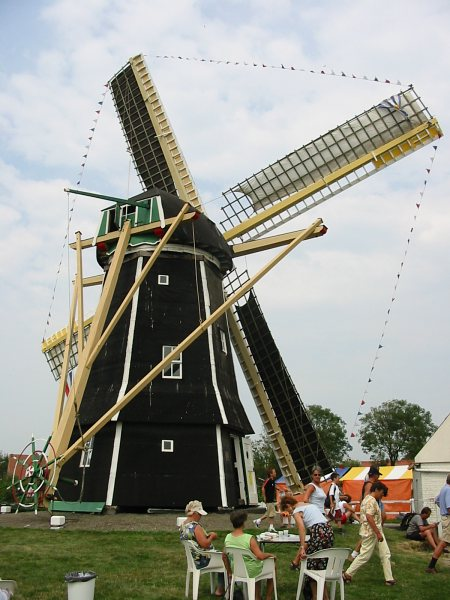
Grondzeiler te Aagtekerke

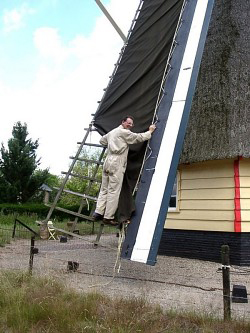
Opzeilen van grondzeiler te Lunteren

Een grondzeiler is een windmolen die vanaf de grond kan worden bediend. Door de gedrongen bouw scheren de draaiende wieken over het erf rondom de molen. De molen wordt door de molenaar vanaf de grond opgezeild (zie onderste foto). Het materiaal van de molen kan verschillen, zowel achtkante houten molens als ronde stenen molens (bijv. de Eendracht te Alkmaar) kunnen als grondzeiler zijn gebouwd.
Rondom een grondzeiler is eigenlijk altijd een afrastering nodig, want de draaiende wieken zijn een groot gevaar voor mensen en dieren. De aan- en afvoer van materiaal (bijvoorbeeld koren) is enigszins problematisch, een probleem dat niet geldt voor een poldermolen.
Dit type molens werd gebouwd op locaties waar weinig windbelemmering was, bijvoorbeeld in de kale polders van West-Nederland. Zo zijn bij Kinderdijk een groot aantal (18) grondzeilers gebouwd. Deze zijn alle bewaard gebleven.
De meeste poldermolens zijn grondzeilers - ze staan immers in vlak gebied met weinig bebouwing. Grondzeilers die als korenmolen zijn ingericht, vinden we voornamelijk in gebieden met veel wind of op een natuurlijke verhoging in het landschap. Een molen op een kunstmatige verhoging heet een beltmolen.
Amerikaanse windmotor ·
beltmolen ·
bovenkruier ·
grondzeiler ·
paltrokmolen ·
spinnenkop ·
standerdmolen ·
kotmolen ·
stellingmolen ·
houten achtkant ·
ronde stenen molen ·
tjasker ·
torenmolen ·
weidemolen ·
wipmolen ·
monniksmolen (Friese mounts) ·
tonmolen ·
windturbine ·
Bosman-molentje

Verwant artikel: Windmolens in Nederland